# リンク色
リンク色（リンクしょく）はウェブブラウザでハイパーリンクに表示される色である。既定のリンクの色はブラウザによって違い、未訪問リンクと訪問済みリンクでも違う。

## ブラウザの色の違い
リンク色はブラウザによって違い、たとえばInternet Explorerの7.0以降の未訪問リンクは#0000FF、訪問済みリンクは#810081と決まっている（ページで指定されている場合は指定されている色が優先）。ブラウザーごとの色の違いは以下の通り。
| ブラウザ                 | 未訪問リンク | 訪問済みリンク |
| ------------------------ | ------------ | -------------- |
| Internet Explorer7.0以降 | #0000FF      | #810081        |
| Internet Explorer6.0以前 | #0000FF      | #800080        |
| Google Chrome            | #0000EE      | #551A8B        |
| Mozilla Firefox          | #0000EE      | #551A8B        |
| Opera                    | #0000CC      | #800080        |
| Safari                   | #0000EE      | #551A8B        |
| Microsoft Edge           | #0000EE      | #551A8B        |

## 未訪問リンクに青が多い理由
Microsoftは、Bingを開発する際に膨大な数の色を検証した結果、ユーザーが最も関心を持つ色が青であると判明したという。その青はGoogleが使用しているリンクの色と非常に近似しており、Paul Rayは「この青には少なくとも8000万ドル以上の価値があった。」と語っている。

## 近似色
- 青
- 水色
- 紫